# Стариградско поље
Стариградско поље на острву Хвару заштићено је културно добро на којем је антика грчка подела земљишта сачувана до данашњих дана као систем путева и терасастих парцела. Реч је о најбоље сачуваном античком грчком катастру на Средоземљу због чега је од 2008. године 7. хрватски локалитет који се налази на Унесковом Попису светске баштине

## Положај и карактеристике
Стариградско поље је највећа плодна равница на свим Јадранским острвима. Налази се у средишњем дијелу отока Хвара, између Старога Града и Врбоске. Дуго је око 6 km, с просечном ширином од око 2 km и заузима површину од 1.376 хектара. На северу је омеђено благим брежуљцима који се пружају од Врбоске до полуострва Кабал, а на југу с вишим планински ланцем.</ref>. Типови земљишта у пољу су црвеница, глина и песковита земља настала алувијалним наносима.. Уз северну ивицу поља, налази се локва Драчевица, једини површински извор воде који готово никада не пресушује.

## Истраживање
Најстарији документ који помиње античке остатке у Стариградском пољу је Хварски статут из 1331. године. У њему се детаљно описују границе поља (које се тада звало поље св. Стјепана (лат. Campus Sancti Stephani), стари путеви (лат. 'per viam antiquam) и зидови (лат. ad muros veteres). Вековима су разни научници помињали старине на острву Хвару, па и у Стариградском пољу. Тако нпр. Винко Прибојевић 1525. године помиње "...рушевине пространих зграда сравњених са земљом".
Први помен поделе земљишта у залеђу Старога Града доноси Шиме Љубић 1860. године, а касније о подели пишу и други научници, сматрајући да се радило о римској подели земљишта – „центуријацији“, односно да је поље функционисало као Ager Pharensis. Тек 1957. године први пут се разматра чињеница да парцеле у Стариградском пољу не одговарају величинама римских парцела из других познатих центуријација. Промене у научном размишљању овог простора натаје почетком 1980-их када започиње серија међународних пројеката која је трајала до 2008. године. Ти пројекти су показали да се у Стариградском пољу налази најбоље сачувана античка грчка подела земљишта и дали су велики допринос уврштавању Стариградског поља на Унесков Попис светске баштине

## Долазак Грка и подела земљишта
Долазак становника с грчког острва Пароса у данашњи Стари Град био је у 4. век п. н. е. Према Диодору са Сицилије колонија Фарос (Φάρος) основана је 385./384. године п. н. е. Како се сваки грчки град састоји од градског центра - asti (grč. άστυ) и пољопривредног подручја - хора (grč. χωρα) које је под управом града, следећи корак у колонизацији је подела земље у Стариградском пољу. Земља се делила жребом, па је тако сваки колонист имао право на једнако велику парцелу једнако квалитетне земље. До данас у Староме Граду није пронађен документ о подели земљишта, сличан оном пронађеном у Лумбарди на острву Корчули.

## Поступак мерења
Поступак парцелицања земљишта није познат из грчких извора, већ се о њему зна посредно, преко Римљана. За мерење и повлачење правх линија и правих углова користила се грома и мерни штапови (каламос, грч. κάλαμος) на којима су биле урезане ознаке дужине. Прво је одређена полазна тачка мерења (омфалос - пупак, грч. ομφαλός), место с којег се најбоље видио цели простор. Уз помоћ громе је на главној оси север—југ означен сваки стадиј (грч. στάδιον, мерна јединица која је име добила по дужини атлетског стадиона која износи 600 стопа (поус, грч. πούς) односно 180 m. а на оси исток—запад сваких пет стадија. Након тога су визирањем правих углова на ознакама на оси исток-запад добијене осе север-југ. Прецизним мерењима се утврдило да је подела земље у Староградском пољу направљена управо на овај начин. Мерења су показала да су осе парцелисања у правцу исток-запад изразито правилне, али да до незнатног одступања долази на главној оси север—југ, а показало се да и на главној оси исток—запад долази до мањег одступања. Тачка где се те две осе укрштају је полазна тачка мерења - омфалос. По главним правцима поделе измерених на овај начи, су затим направљени путеви који су уједно и омеђивали парцеле. Главну модуларну јединицуСтариградског поља чине упрано те парцеле - стриге, величине 1 x 5 стадија, односно 180 м x 900 м.. Због положаја самог поља, цели систем поделе има одступање од 12 степени од правца исток-запад, што је омогучило оптималну поделу плодне земље. Директни доказ поделе земље у фарској хори је до сада једини пронађени камен међаш на којем је уклесано земља Матија (сина) Питејева (грч. ΄Ορος Μάθιος Πυθέου).
Грчка подела земљишта дала је трајни печат Стариградском пољу. Фароска хора (грч. Xορα Φαρου) остала је сачувана до данашњег доба, захваљујући путевима који су се кроз векове проширивали и прилагођавали тренутним потребама, али и сувозидовима који су настајали првенствено на правцима грчке поделе земљишта.

## Археолошка баштина
Стариградско поље обилује археолошким налазиштима - регистровано их је око 120. Једно од значајнијих налазишта је грчка кула Маслиновик, на северном делу поља. Током 1. века п. н. е. грчки Фарос постаје римска Фарија (лат. Pharia, поље наставља живети, али сада под другим именома Ager Pharensis. Стриге се почињу делити на мање парцеле, а граде се и многе виле рустике. Управо из римског периода потиче највише налазишта од којих је најпознатије вила рустица на ложају Купиновик. Археолошки налази показују да је у раздобљу касне антике поље било интензивно насељено, док је почетак средњег виека односно време доласка словенског становништва најслабије документовано раздобље. И поред тога, може се претпоставити да се поље и даље обрађивало и одржавало, иначе не би остало сачувано нити детаљно описано у Хварском статуту.

## Грађевинска баштина
Осим археолошком, Староградско поље обилује и грађевинском баштином. Уз путеве и сухозидове, карактеристичне су мале камене кућице и трими, као и бројне пољске капелице и црквице. Међу најстаријима су св. Кузме и Дамјана и св. Јелене из 15. века.

## Заштита
Значај Староградског поља препознат је 1993. године када је заштићено као археолошка зона. Следећи степен заштите постављен је 2005. године када је превентивно заштићено као културни крајолик. На Унесков Попис светске баштине Староградско поље је заједно са историјским језгром Старога Града уписано 2008. године. Његова универзална вредност препозната је у следећем:
- Критеријум (ii): Систем поделе земљишта Староградског поља на парцеле, који датира из 4. века п. н. е. сведочи о ширењу грчког геометријског модела поделе пољопривредног земљишта у средоземном подручју.
- Критеријум (iii): Староградско поље је у континуираној употреби као пољопривредно подручје и засађено је истим културама већ 2.400 година што сведочи о континуитету и трајности функције кроз векове.
- Критеријум (v): Пољопривредно подручје Старога Града пример је врло старог традиционалног крајолика који је данас угрожен модерним економским развојем, посебно због депопулације села и напуштања традиционалног начина обраде земљишта.